# Pilot dunajskich statków

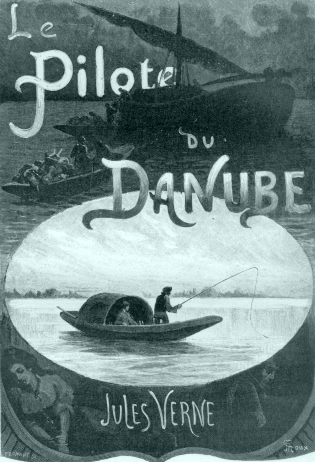
Strona tytułowa francuskiego wydania

Pilot dunajskich statków, Tajemniczy rybak lub Tajemniczy pilot (fr. Le Pilote du Danube, 1908) – jednotomowa powieść przypisywana Juliuszowi Verne z cyklu Niezwykłe podróże złożona z 19 rozdziałów. Oparta została na manuskrypcie Verne’a Le Beau Danube jaune, a wersję do druku podał syn – Michał.
Pierwszy polski przekład autorstwa Marii Gąsiorowskiej pojawił się w 1911 pt. Tajemniczy rybak.

## Zarys fabuły
Zwycięzca w zawodach wędkarskich zorganizowanych przez Ligę Dunajską, Ilia Brusch,  przyjmuje zakład: chce przepłynąć 3000 km wzdłuż Dunaju, żyjąc tylko z tego co złowi. Jednak w miejscach kolejnych postojów Ilii w dziwny sposób następują morderstwa, włamania i inne przestępstwa. Szef policji, Karl Dragoch, spróbuje rozwikłać tajemnicę pasażerów  łodzi. W sprawę zamieszany jest także bojownik Ladko walczący przeciwko tureckiej okupacji Bułgarii i bandyta Strzyga, który porwał żonę Ladki i szantażuje jego.